# コロンビア特別区陸軍州兵
コロンビア特別区陸軍州兵（District of Columbia Army National Guard）は、コロンビア特別区における陸軍州兵である。コロンビア特別区空軍州兵とともにコロンビア特別区州兵を構成する。
コロンビア特別区陸軍州兵は、他の陸軍州兵と同様にアメリカ軍の予備部隊である。コロンビア特別区陸軍州兵の目的は、以下の2つである。
- 戦時における連邦軍への予備戦力（兵員・部隊）の提供サービスおよび戦闘を含む各種任務支援
- 平時においての国内における災害救援・治安維持・暴動鎮圧等

ただし、他州の陸軍州兵が平時には各州知事の指揮下にあるのに対し、コロンビア特別区陸軍州兵はワシントンD.C.市長（コロンビア特別区長）の指揮下になく、常に連邦政府（＝アメリカ合衆国大統領）の指揮下にある。災害時など、陸軍州兵の動員が必要な際は、ワシントンD.C.市長が大統領に動員を要請することとなる。

## 部隊
- 第74群司令部(74th Troop Command)
- 第260連隊（地域訓練研究）(260th Regiment RTI) - 士官候補生学校
- 第33大量破壊兵器市民支援チーム(33rd WMD Civil Support Team)
- 第104整備中隊(104th Maintenance Company)
- 第121航空衛生部隊(121st Medivac Air Ambulance)
- 第140輸送中隊(140th Transportation Company)
- 第260憲兵団(260th Military Police Command)
- 第715広報チーム(715th Public Affairs Team)
- 第547輸送中隊(547th Transportation Company)
- 第257陸軍軍楽隊(257th Band Army)
- 保健・歯科第3分遣隊(Detachment 3 Health and Dental Clinic)
- 作戦支援空輸軍団第4分遣隊(Detachment 4 Operational Support Airlift Command)